# Függő területek listája

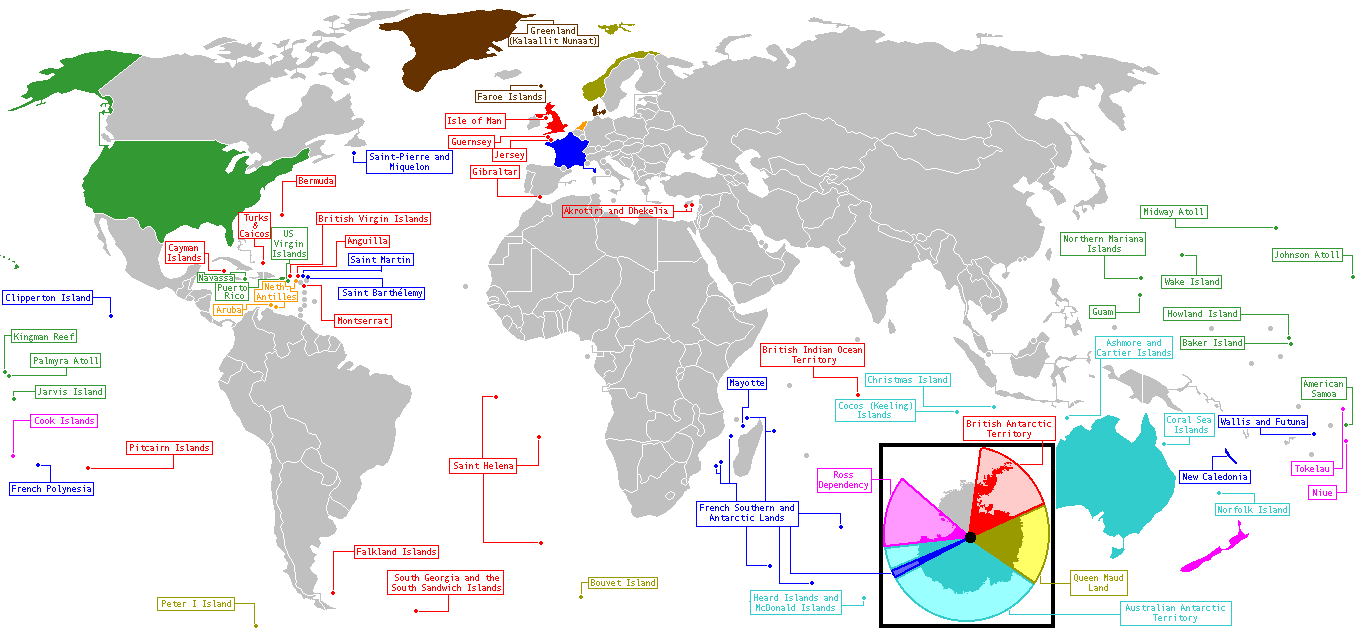
Függő területek

A területi függőség olyan állapot, amikor egy terület nem rendelkezik teljes szuverenitással vagy politikai függetlenséggel és politikailag annak az államnak a részleges ellenőrzése alatt áll, amelyhez kapcsolódik.

## Más ország szuverenitása alatt álló társult országok
- Amerikai Egyesült Államok társult államai: 
  -  Északi-Mariana-szigetek
  -  Puerto Rico
- Dánia: 
  -  Feröer
  -  Grönland
- Franciaország:
  -  Saint-Barthélemy[1]
  -  Saint-Martin[1]
  -  Saint-Pierre és Miquelon[1]
- Hollandia: 
  -  Aruba
  -  Curaçao
  -  Sint Maarten
- Új-Zéland társult államai:
  -  Cook-szigetek[2]
  -  Niue[2]

## Autonóm területek
- Amerikai Egyesült Államok: 
  -  Amerikai Szamoa
- Finnország:
  -  Åland
- Ausztrália:
  -  Norfolk-sziget
- Egyesült Királyság:
  -  Anguilla
  -  Bermuda
  -  Brit Virgin-szigetek
  -  Gibraltár
  -  Guernsey Bailiffség
  -  Jersey Bailiffség
  -  Kajmán-szigetek
  -  Man-sziget
  -  Montserrat
  -  Turks- és Caicos-szigetek
- Franciaország:
  -  Francia Polinézia[1]
  -  Új-Kaledónia[1]
  -  Wallis és Futuna[1]
- Új-Zéland: 
  -  Tokelau-szigetek

## Autonómia nélküli területek
- Egyesült Államok: 
  -  Amerikai Virgin-szigetek
  -  Guam
- Ausztrália:
  -  Karácsony-sziget
  -  Kókusz (Keeling)-szigetek
- Egyesült Királyság:
  -  Akrotíri és Dekélia
  -  Falkland-szigetek
  -  Pitcairn-szigetek
  -  Szent Ilona

## Lakatlan területek
- Amerikai Egyesült Államok külbirtokai: 
  -  Baker-sziget[3]
  -  Howland-sziget[3]
  -  Jarvis-sziget[3]
  -  Johnston-atoll[3]
  -  Navassa-sziget[3]
  -  Kingman-zátony[3]
  -  Midway-atoll[3]
  -  Palmyra-atoll[3]
  -  Petrel-szigetek[3]
  -  Serranilla-sziget[3]
  -  Wake-sziget[3]
- Ausztrália külbirtokai:
  -  Ashmore- és Cartier-szigetek
  -  Heard-sziget és McDonald-szigetek
  -  Korall-tengeri-szigetek
- Egyesült Királyság külbirtokai:
  -  Brit Indiai-óceáni Terület
  -  Déli-Georgia és Déli-Sandwich-szigetek
- Franciaország külbirtokai:
  -  Clipperton-sziget[1]
  -  Francia déli és antarktiszi területek[1]
- Norvégia külbirtoka:
  -  Bouvet-sziget

## Függő területek főbb adatai
| Név                                    | Területe (km²) | Lakossága | Fővárosa         | Szárazföldi határ (km) | Partvonal (km) | Határok                 | Státusz                                             |
| -------------------------------------- | -------------- | --------- | ---------------- | ---------------------- | -------------- | ----------------------- | --------------------------------------------------- |
| Akrotíri és Dekélia                    | 254            | 14 500    | Episzkopi        | 150                    | 83             | 2: Ciprus, Észak-Ciprus | Egyesült Királyság külbirtoka                       |
| Amerikai Szamoa                        | 199            | 64 827    | Pago Pago        | 0                      | 116            | 0                       | Amerikai Egyesült Államok autonóm külbirtoka        |
| Amerikai Virgin-szigetek               | 1 910          | 109 840   | Charlotte Amalie | 0                      | 188            | 0                       | Amerikai Egyesült Államok külbirtoka                |
| Anguilla                               | 102            | 14 108    | The Valley       | 0                      | 61             | 0                       | Egyesült Királyság autonóm külbirtoka               |
| Aruba                                  | 193            | 101 541   | Oranjestad       | 0                      | 68             | 0                       | Hollandia társországa, a Hollandiai Királyság része |
| Ashmore- és Cartier-szigetek           | 5              | 0         | nincs            | 0                      | 74             | 0                       | Ausztrália külbirtoka                               |
| Baker-sziget                           | 2              | 0         | nincs            | 0                      | 4              | 0                       | Amerikai Egyesült Államok külbirtoka                |
| Bermuda                                | 53             | 66 536    | Hamilton         | 0                      | 103            | 0                       | Egyesült Királyság autonóm külbirtoka               |
| Bouvet-sziget                          | 49             | 0         | nincs            | 0                      | 29             | 0                       | Norvégia külbirtoka                                 |
| Brit Indiai-óceáni Terület             | 60             | 86        | nincs            | 0                      | 698            | 0                       | Egyesült Királyság külbirtoka                       |
| Brit Virgin-szigetek                   | 153            | 24 041    | Road Town        | 0                      | 80             | 0                       | Egyesült Királyság külbirtoka                       |
| Clipperton-sziget                      | 6              | 0         | nincs            | 0                      | 11             | 0                       | Franciaország külbirtoka                            |
| Cook-szigetek                          | 236            | 12 271    | Avarua           | 0                      | 120            | 0                       | Új-Zéland társult állama                            |
| Curaçao                                | 444            | 152 760   | Willemstad       | 0                      | ?              | 0                       | Hollandia társországa, a Hollandiai Királyság része |
| Déli-Georgia és Déli-Sandwich-szigetek | 3 903          | 0         | nincs            | 0                      |                | 0                       | Egyesült Királyság külbirtoka                       |
| Északi-Mariana-szigetek                | 477            | 86 616    | Saipan           | 0                      | 1 482          | 0                       | Amerikai Egyesült Államok társult állama            |
| Falkland-szigetek                      | 12 173         | 3 140     | Stanley          | 0                      | 1 288          | 0                       | Egyesült Királyság külbirtoka                       |
| Feröer                                 | 1 399          | 48 668    | Tórshavn         | 0                      | 1 117          | 0                       | Dánia társországa, a Dániai Királyság része         |
| Francia déli és antarktiszi területek  | 7 997          | 0         | nincs            | 0                      | 2 928          | 0                       | Franciaország külbirtoka                            |
| Francia Polinézia                      | 4 167          | 283 019   | Papeete          | 0                      | 2 525          | 0                       | Franciaország társult területe                      |
| Gibraltár                              | 6              | 28 002    | Gibraltár        | 1                      | 12             | 1: Spanyolország        | Egyesült Királyság autonóm külbirtoka               |
| Grönland                               | 2 166 086      | 57 564    | Nuuk             | 0                      | 44 087         | 0                       | Dánia társországa, a Dániai Királyság része         |
| Guam                                   | 541            | 175 877   | Hagatna          | 0                      | 125            | 0                       | Amerikai Egyesült Államok külbirtoka                |
| Guernsey Bailiffség                    | 78             | 65 726    | Saint Peter Port | 0                      | 50             | 0                       | Egyesült Királyság: a brit korona tartozéka         |
| Heard-sziget és McDonald-szigetek      | 412            | 0         | nincs            | 0                      | 101            | 0                       | Ausztrália külbirtoka                               |
| Howland-sziget                         | 2              | 0         | nincs            | 0                      | 6              | 0                       | Amerikai Egyesült Államok külbirtoka                |
| Jarvis-sziget                          | 5              | 0         | nincs            | 0                      | 8              | 0                       | Amerikai Egyesült Államok külbirtoka                |
| Jersey Bailiffség                      | 116            | 91 533    | Saint Helier     | 0                      | 70             | 0                       | Egyesült Királyság: a brit korona tartozéka         |
| Johnston-atoll                         | 2              | 0         | nincs            | 0                      | 34             | 0                       | Amerikai Egyesült Államok külbirtoka                |
| Kajmán-szigetek                        | 262            | 47 862    | George Town      | 0                      | 160            | 0                       | Egyesült Királyság külbirtoka                       |
| Karácsony-sziget                       | 135            | 1 402     | The Settlement   | 0                      | 138            | 0                       | Ausztrália külbirtoka                               |
| Kingman-zátony                         | >1             | 0         | nincs            | 0                      | 3              | 0                       | Amerikai Egyesült Államok külbirtoka                |
| Korall-tengeri-szigetek                | 3              | 0         | nincs            | 0                      | 3 095          | 0                       | Ausztrália külbirtoka                               |
| Kókusz (Keeling)-szigetek              | 14             | 596       | West Island      | 0                      | 26             | 0                       | Ausztrália külbirtoka                               |
| Man-sziget                             | 572            | 76 220    | Douglas          | 0                      | 160            | 0                       | Egyesült Királyság: a brit korona tartozéka         |
| Midway-atoll                           | 6              | 0         | nincs            | 0                      | 15             | 0                       | Amerikai Egyesült Államok külbirtoka                |
| Montserrat                             | 102            | 5 079     | Plymouth Brades  | 0                      | 40             | 0                       | Egyesült Királyság külbirtoka                       |
| Navassa-sziget                         | 5              | 0         | nincs            | 0                      | 8              | 0                       | Amerikai Egyesült Államok külbirtoka                |
| Niue                                   | 260            | 1 444     | Alofi            | 0                      | 64             | 0                       | Új-Zéland társult állama                            |
| Norfolk-sziget                         | 34             | 2 128     | Kingston         | 0                      | 32             | 0                       | Ausztrália autonóm külbirtoka                       |
| Palmyra-atoll                          | 3              | 0         | nincs            | 0                      | 14             | 0                       | Amerikai Egyesült Államok külbirtoka                |
| Petrel-szigetek                        | <1             | 0         | nincs            | 0                      |                | 0                       | Amerikai Egyesült Államok külbirtoka                |
| Pitcairn-szigetek                      | 47             | 48        | Adamstown        | 0                      | 51             | 0                       | Egyesült Királyság külbirtoka                       |
| Puerto Rico                            | 13 790         | 3 958 128 | San Juan         | 0                      | 501            | 0                       | Amerikai Egyesült Államok társult állama            |
| Saint-Barthélemy                       | 21             | 7 492     | Gustavia         | 0                      |                | 0                       | Franciaország társult területe                      |
| Saint-Martin                           | 54             | 29 376    | Marigot          | 15                     | 59             | 1: Sint Maarten         | Franciaország társult területe                      |
| Saint-Pierre és Miquelon               | 242            | 7 044     | Saint-Pierre     | 0                      | 120            | 0                       | Franciaország társult területe                      |
| Serranilla-sziget                      | <1             | 0         | nincs            | 0                      |                | 0                       | Amerikai Egyesült Államok külbirtoka                |
| Sint Maarten                           | 34             | 37 429    | Philipsburg      | 15                     | ?              | 1: Saint-Martin         | Hollandia társországa, a Hollandiai Királyság része |
| Szent Ilona                            | 413            | 7 601     | Jamestown        | 0                      | 100            | 0                       | Egyesült Királyság külbirtoka                       |
| Tokelau-szigetek                       | 10             | 1 433     | nincs            | 0                      | 101            | 0                       | Új-Zéland társult területe                          |
| Turks- és Caicos-szigetek              | 430            | 22 352    | Cockburn Town    | 0                      | 389            | 0                       | Egyesült Királyság külbirtoka                       |
| Új-Kaledónia                           | 19 060         | 224 824   | Nouméa           | 0                      | 2 254          | 0                       | Franciaország társult területe                      |
| Wake-sziget                            | 6              | 0         | nincs            | 0                      | 19             | 0                       | Amerikai Egyesült Államok külbirtoka                |
| Wallis és Futuna                       | 274            | 15 237    | Matāʻutu         | 0                      | 129            | 0                       | Franciaország társult területe                      |